# Occupy Wall Street
Occupy Wall Street (em português: Ocupe Wall Street), conhecido pela sigla OWS, é um movimento de protesto contra a desigualdade econômica e social, a ganância, a corrupção e a indevida influência das empresas — sobretudo do setor financeiro — no governo dos Estados Unidos. Iniciado em 17 de setembro de 2011, no Zuccotti Park, no distrito financeiro de Manhattan, na cidade de Nova York, o movimento ainda continua, denunciando a impunidade dos responsáveis e beneficiários da crise financeira mundial. Posteriormente surgiram outros movimentos Occupy por todo o mundo.
As manifestações foram a princípio convocadas pela revista canadense Adbusters, inspirando-se nos movimentos árabes pela democracia, especialmente nos protestos na Praça Tahrir, no Cairo, que resultaram na Revolução Egípcia de 2011. A denúncia de que o megainvestidor George Soros seria um financiador do movimento foi desmentida pela própria agência que divulgara a versão.
No dia 1 de outubro de 2011, o protesto mobilizou de cinco a dez mil pessoas. Ao longo dos últimos meses de 2011, uma onda de protestos semelhantes espalhou-se por diversas outras cidades nos Estados Unidos (Boston, Chicago, Los Angeles, Portland, São Francisco, entre outras), na Europa e em outras partes do mundo.
A estratégia do movimento é manter uma ocupação constante de Wall Street, o setor financeiro da cidade de Nova Iorque. As pessoas se organizam em assembleias gerais, nas quais todas podem falar e participar das decisões coletivas. Os manifestantes indicaram que a ocupação será mantida "pelo tempo que for necessário para atendimento às demandas."O slôgane, We are the 99% ("Nós somos os 99%"), refere-se à crescente desigualdade na distribuição de renda riqueza nos Estados Unidos entre o 1% mais rico e o resto da população. Para promover mudança OWS aposta na ação direta .
No site occupywallst.org, o OWS é descrito como um movimento de resistência, sem liderança, "com pessoas de muitas cores, gêneros e opiniões políticas. A única coisa que todos temos em comum é que nós somos os 99% que não vão mais tolerar a ganância e a corrupção de 1%. Estamos usando a tática revolucionária da Primavera Árabe para alcançar nossos fins e encorajar o uso da não violência para maximizar a segurança de todos os participantes. Este movimento #OWS dá poder a pessoas reais para criar uma mudança real, de baixo para cima. Queremos ver uma assembleia em todo quintal, toda esquina, porque nós não precisamos de Wall Street e não precisamos de políticos para construir uma sociedade melhor."
Para o Nobel de Economia Joseph Stiglitz, OWS tem poucas reivindicações econômicas, mas luta por uma democracia não controlada pelo dinheiro. Isso o torna revolucionário.

## "Que fim levouOccupy Wall Street?"
Quatro anos depois, um balanço do Occupy. Segundo Micah White, ex-editor da Adbusters (a revista anticonsumo canadense) e um dos seus criadores, o Occupy e o 15M, na Espanha, têm uma  natureza diferente, mais complexa do que a dos movimentos tradicionais. "O que aconteceu é que uma nova tática surgiu e funcionou; por isso, se espalhou. Occupy Wall Street combinou táticas usadas no Egito com as da Espanha e aplicou isso nos Estados Unidos. A polícia não soube responder a essa nova estratégia e é por isso que o movimento funcionou. Uma vez que a polícia descobre como responder, ela destrói todos os movimentos da mesma forma (…) Nos estágios iniciais, a Internet foi muito importante para os movimentos sociais. Contudo, com o tempo, passou a ser prejudicial porque as coisas começaram a parecer melhores na Internet do que na vida real (…) O protesto parecia ser melhor no Facebook do que ele era nas ruas (…) O problema é que não vemos os protestos no contexto de guerra. Nós os vemos como uma grande festa ou coisa do tipo, enquanto o outro lado percebe a importância disso. Os movimentos sociais não falharam porque a polícia era muito forte (…) Quando falhamos é porque nossa teoria estava errada e não porque o outro lado era mais forte." Segundo ele, não basta clicar em um link. Não basta ir às ruas. Os movimentos sociais devem ser capazes de avançar, de se organizar em partidos, vencer eleições, escrever leis, governar  cidades." O que eu imagino é o nascimento de um movimento social que ganhe eleições em um país e depois comece a ganhar eleições em vários outros países. Aí você terá Podemos, Syriza ou o Movimento 5 Estrelas em cinco, seis ou dez países diferentes. É… eu realmente acho que estamos falando de um movimento social global."
Considerando o tipo de demandas que compartilham, várias análises têm vinculado movimentos como Occupy, Indignados ou os protestos de 2013 no Brasil a um retorno do populismo de esquerda neste século. Todos esses movimentos parecem ter, entre seus principais motivos, a desigualdade socioeconômica, a participação assimétrica na tomada das decisões econômicas e políticas, além do suposto fracasso ou traição das chamadas elites  dirigentes. O antagonismo que promovem é socioeconômico, quando diz respeito à redução das desigualdades e a demandas materiais e redistributivas, mas também político. Ademais, esses movimentos são,  muitas vezes, capazes de conectar problemas nacionais a uma dimensão transnacional ou global, quando tratam de temas tais como o enfrentamento da crise econômica e a permanência do neoliberalismo como orientação dominante da política econômica, ou quando associam a demanda por mais democracia à discussão sobre representatividade das instituições políticas, em democracias representativas.